# Димитър Палеолог Метохит
Димитър Палеолог Метохит (на гръцки: Δημήτριος Παλαιολόγος Μετοχίτης ; починал на 29 май 1453 г.) е византийски аристократ и високопоставен сановник от средата на XV век – велик стратопедарх и кефалия на Константинопол – последният византийски столичен управител преди превземането на града от турците през 1453 година.

## Биография
Димитър Палеолог Метохит произлиза от императорската династия на Палеолозите по майчина линия, докато баща му е от рода на Метохитите – друго семейство от висшата аристокрация. За първи път се споменава през 1433 г. По това време той заема ранг на протовестиарий и участва във византийското посолство на Базелския събор, което преговаря за сключването на унията между Православната византийска църква и Католическата църква. Яростната съпротива на предимно антиуниатски натроеното византийско духовенство и население слагат край на дипломатическата му кариера, но при завръщането си той е издигнат до придворния ранг на велик примикирй и е назначен за управител на остров Лемнос в Егейско море – един от най-големите по територия острови, които все още се намирали във византийски ръце (ок. 1435/1437). Димитър Метохит успешно защитава Лемнос срещу турски атаки и е повишен в ранг на велик стратопедарх някъде между 1437 и 1444 г. Около 1449 г. е назначен за управител на имперската столица Константинопол – пост, който заема до превземането на града от Османската империя през 1453 г. Убит е заедно със синовете си по време на финалния щурм на турците на 29 май.
Известно е името на една негова дъщеря – Ефросина Палеологина Леондарина, която била омъжена за Димитър Ласкарис Леондарий младши (внук на Димитър Ласкарис Леондарий), на когото родила син и три дъщери. Тя починала 15 дни след освобождаването си от плен, вероятно на 30 май 1455 г., и била погребана в митрополитската църква в Одрин.

## Цитирана литература
- Анонимна византийска хроника № 98 В (превод на български по: Peter Schreiner. Die byzantinischen Kleinchroniken. Teil І-III. Wien. 1977-79). – Материали по история. ald-bg.narod.ru, https://ald-bg.narod.ru/biblioteka/chr98-B.htm, посетен на 15 декември 2024
- ((sr)) Николић, М. (2012). Ή τού Θεού διά των άρχόντων προμήθεια - византијски архонти XV века и религиозне задужбине. Два примера. – Зборник радова Византолошког института, 49,  365-385, doi:10.2298/ZRVI1249365N, ISSN 2683-3867, https://www.academia.edu/10087892/He_tou_Theou_dia_ton_archonton_prometheia_Византијски_архонти_XV_века_и_религиозне_задужбине_Два_примера_Byzantine_15th_century_archontes_and_religious_endowments_Two_examples_
- ((fr)) Laurent, V. (1957). Le dernier gouverneur byzantin de Constantinople: Démétrius Paléologue, Grand Stratopédarque († 1453). – Revue des études byzantines, 15,  196–206, doi:10.3406/rebyz.1957.1156
- ((de)) Trapp, Erich; Beyer, Hans-Veit; Walther, Rainer et al. (2001) [1976–1996]. Prosopographisches Lexikon der Palaiologenzeit, CD-ROM. Wien: Verlag der Österreichischen Akademie der Wissenschaften, ISBN 3-7001-3003-1, https://archive.org/details/ErichTrappProsopographischesLexikonDerPALAIOLOGENZEIT/mode/2up

|  | Тази страница частично или изцяло представлява превод на страницата Demetrios Palaiologos Metochites в Уикипедия на английски. Оригиналният текст, както и този превод, са защитени от Лиценза „Криейтив Комънс – Признание – Споделяне на споделеното“, а за съдържание, създадено преди юни 2009 година – от Лиценза за свободна документация на ГНУ. Прегледайте историята на редакциите на оригиналната страница, както и на преводната страница, за да видите списъка на съавторите. ВАЖНО: Този шаблон се отнася единствено до авторските права върху съдържанието на статията. Добавянето му не отменя изискването да се посочват конкретни източници на твърденията, които да бъдат благонадеждни. |